# لوست جادجمنت
لوست جادجمنت (بالإنجليزية: Lost Judgment)‏ هي لعبة أكشن مغامرات طورتها ستوديو ريو غا غوتوكو ونشرتها سيجا.صدرت اللعبة في 24 سبتمبر 2021 على أجهزة بلاي ستيشن 4، بلاي ستيشن 5، إكس بوكس سيريس إكس وسيريس أس وإكس بوكس ون.